# Moneilema opuntiae
Moneilema opuntiae är en skalbaggsart som beskrevs av Fisher 1928. Moneilema opuntiae ingår i släktet Moneilema och familjen långhorningar. Inga underarter finns listade i Catalogue of Life.